# Luigi Turchi
Luigi Turchi (Napoli, 16 marzo 1925 – 11 novembre 2019) è stato un giornalista e politico italiano.

## Biografia
Fu parlamentare nella quarta, quinta e sesta legislatura tra le file del Movimento Sociale Italiano ed in seguito del Movimento Sociale Italiano-Destra Nazionale. Fu autore alla camera di 65 interventi e 161 progetti di legge. 
Il 16 marzo 1968 insieme a Giorgio Almirante, Massimo Anderson e Giulio Caradonna guidò i gruppi di missini che si barricarono all'interno della facoltà di lettere dell'Università La Sapienza contro il Movimento Studentesco.
Ricoprì gli incarichi di commissario generale per l'Esposizione Internazionale di Tsukuba 1985, dell'Esposizione di Vancouver 1986, di Brisbane 1988 e dell'EXPO universale di Siviglia 1992. Fece inoltre parte del comitato tecnico del Giubileo del 2000.
Era figlio del fondatore del Secolo d'Italia ed ex-senatore Franz Turchi (1893-1976) e padre dell'ex-europarlamentare Franz Turchi (1969).

## Incarichi
IV Legislatura della Repubblica italiana
- VII Commissione difesa. Membro dal 1 luglio 1963 al 4 giugno 1968.
- Commissione parlamentare per il parere al governo sulle norme delegate relative al riordinamento del ministero della difesa e degli stati maggiori, nonché per il riordino delle carriere e delle categorie e per la revisione degli organici del personale civile. Membro dal 18 luglio 1963 al 18 novembre 1965.

V Legislatura della Repubblica italiana
- VII Commissione difesa. Membro dal 10 luglio 1968 al 24 maggio 1972.

VI Legislatura della Repubblica italiana
- V Commissione bilancio e programmazione - partecipazioni statali. Membro dal 25 maggio 1972 al 4 luglio 1976.